# Řád orla Gruzie
Řád orla Gruzie a nesešívané tuniky našeho Pána Ježíše Krista, známý jako Řád orla Gruzie, je nejvyšší rytířský řád udílený gruzínským královským rodem Bagrationi, jehož velmistrem je princ David Bagrationi Mukhrani, vévoda z Lasosu, princ z Kakheti, princ z Kartli a princ z Mukhrani. Princ David se stal po právu (jure sanguinis) hlavou královského domu a velmistrem řádu, když jeho otec Giorgi Bagrationi (de jure král Jiří XIII.) zemřel a princ David se de jure stal králem Davidem XIII.

## Historie
Řád byl údajně založen královnou Tamarou (1184–1213) a obnoven princem Iraklim Bagrationi Mukhrani v roce 1939 jako nejvyšší řád královského domu.
Podle legendy, královna Tamara založila řád, aby pomohla Trebizonskému impériu tím, že dala gruzínským rytířům tuniku našeho Pána Ježíše Krista a orla jako jejich znaky a tím je odlišila od rytířů Třebizonské říše, kteří měli za svůj znak dvouhlavou orlici. Název Řádu odkazuje na posvátnou tuniku, kterou měl na sobě Ježíš Kristus během svého mučednictví. Podle tradice byla tunika získána od římských vojáků a převezena do Gruzie, kde je vedle královských insignií, pohřbena ve Svetitskhovelské katedrále.
Řád v roce 1939 obnovil přímý potomek královny Tamary a pretendent trůnu Gruzínského království princ Irakli Bagrationi Mukhrani.
Po jeho smrti v roce 1977 byl princ Irakly následován jeho prvorozeným synem princem Giorgim Bagrationi, který upřednostňoval zachování řádu v přísném kruhu své rodiny a nejvyšších představitelů spřízněných královských rodů. Tento stav trval od obnovení řádu až do roku 2003, kdy princ Giorgi přijal novou ústavu, která stanoví podmínky, podle nichž je řád řízen dodnes. Hlavní změnou bylo, že je možné řád udílet nejenom členům královské rodiny, ale i osobám, které se významně zasloužily o podporu myšlenky obnovy monarchie v Gruzii a zájmům gruzínského lidu. Po této změně začali být do řádu přijímáni významní zástupci aristokracie a náboženští představitelé.
Během nadvlády Sovětského svazu v Gruzii byla královská rodina nucena žít ve španělském exilu. Proto má dnes řád ve Španělsku mnoho svých členů nejen z řad vysoké šlechty. V roce 1991 uznal gruzínský parlament prince Giorgiho Bagrationi Mukhrani hlavou královské rodiny Bagrationi. Roku 1995 princ Giorgi přijel spolu s ruskou velkokněžnou Marií Vladimirovnou a jejím synem velkoknížetem Jiřím (rytířem řádu) do Gruzie, kde se sešel s gruzínským prezidentem Eduardem Ševardnadzem, který jej přivítal slovy „Můj Pane, jste ve své vlasti, která potřebuje královskou rodinu, aby udržovala její soudržnost“. V roce 2007 vyzval gruzínský patriarcha Ilia II. (nositel velké kolany řádu) k návratu k monarchii. Po smrti prince Giorgiho v roce 2008 se jeho syn David Bagrationi vrátil do Gruzie, aby se stal hlavou rodu a velmistrem řádu. Bylo mu uděleno gruzínské občanství.
V roce 2017 byla velká kolana řádu předána britské královně Alžbětě II., resp. jej jménem koruny převzali vévodkyně a vévoda z Gloucesteru a poprvé při tom došlo k převzetí řádu od nevládnoucího panovníka. Způsob předání kritizoval v deníku Daily Mail novinář Ned Donovan.
Řád orla Gruzie má své řádové delegace ve 37 zemích napříč kontinenty.

## Řád v Českých zemích
Řád orla Gruzie působí v České republice od roku 2016. S pověřením prince Davida Bagrationiho jej do ČR přivedl historik a pedagog Marek Vařeka, který následně začal pracovat na vytvoření české řádové delegace. Dne 4. listopadu 2018 byla v kostele Nanebevzetí Panny Marie ve Svébohově na Šumpersku oficiálně ustanovena česká řádová delegace a pasováni první členové řádu do hodnosti rytíře. Delegátem české delegace Řádu orla Gruzie je Marek Vařeka.

## Hodnosti
Řád orla Gruzie má sedm hodností. Nejnižší dvě se však většinou neudílejí. Pro ženy je ekvivalentem označení a hodnosti rytíře Dáma.
- Rytíř velké kolany (GColEG)
- Rytíř velkého kříže (GCEG)
- Rytíř velkodůstojník (GOEG)
- Rytíř komtur (KCEG) / Dáma (DCEG)
- Rytíř (KEG) / Dáma (DEG)
- Důstojník (OEG)
- Člen (MEG)

## Velmistři
- Královna Tamara Gruzínská (1184–1213)
- Princ Irakli Bagrationi Mukhrani (1939–1977)
- Princ Giorgi Bagrationi Mukhrani (1977–2008)
- Princ David Bagrationi Mukhrani (2008–současnost)

## Významní členové
- Britská královna Alžběta II.[14]
- Italský král Umberto II.
- Bulharský král Boris III.
- Bulharský král Simeon II.
- Tonžský král George Tupou V.
- Portugalský vévoda Duarte Pio z Braganzy
- Ruský velkokníže Vladimír Kirillovič
- Gruzínská princezna a ruská velkokněžna Leonida Romanova
- Gruzínský princ Ugo Bagrationi Mukhran
- Gruzínská princezna María Bagrationi Mukhran
- Korunní princ Etiopie Zera Yacob Amha Selassie
- Korunní princ Černé Hory Nikola II.
- Korunní princ Albánie Leka
- 49. velmistr Řádu sv. Lazara don Carlos Gereda y de Borbón
- Patriarcha Gruzie Ilia II.
- Konstantinopolský patriarcha Bartoloměj I.
- Jeruzalémský patriarcha Theophilos III.
- Srbský patriarcha Irenej
- Ruský metropolita Hilarion Kapral
- Etiopský patriarcha Abune Paulos
- Infant španělský Jakub Jindřich Bourbonský
- Bývalý premiér Gruzie Bidzina Ivanišvili
- Americký brigádní generál Ronald S. Mangum
- Viceadmirál sir Frederick Donald Gosling
- Bývalý premiér Japonska Jukio Hatojama
- Jakub Zeman